# Усиевич, Владимир Александрович
Влади́мир Алекса́ндрович Усие́вич (1896, Тамбовская губерния — 21 апреля 1938, Коммунарка, Ленинский район, Московская область) — советский государственный деятель, организатор кинопроизводства, жертва «Большого террора».

## Биография
Родился в 1896 году в Тамбове в семье банковского служащего. Член ВКП(б) с 1920 года.
В 1916 году студентом мобилизован на военную службу в город Царицын. После Февральской революции направлен из Царицына в Москву в военное училище, где избран членом Московского совета солдатских депутатов.
С 1918 по 1922 год работал в продовольственных организациях в качестве уполномоченного Наркомпрода и губпродкома. После ликвидации Наркомпрода переведён в Народный комиссариат земледелия РСФСР, где работал до 1928 года в качестве ответственного секретаря.
В 1928 году перешёл в Совет народных комиссаров РСФСР, где проработал около пяти лет сначала секретарём, затем управляющим делами Совета народных комиссаров и Экономического Совета при Совете Народных комиссаров РСФСР.
С 1930 по 1931 год был членом Малого совета народных комиссаров РСФСР, с 1931 года — председателем Всесоюзного комитета по стандартизации при Совете труда и обороны.
С 1932 по 1933 год работал заместителем торгпреда в Финляндии.
В декабре 1933 года назначен председателем Союзкиноэкспорта. После объединения Союзкиноэкспорта с Инторгкино работал управляющим Союзинторгкино и начальником иностранного отдела Главного управления кинофотопромышленности (ГУКФ) при Совете Народных Комиссаров СССР. С целью установления связей с зарубежными кинематографическими компаниями в 1934 году посетил Нью-Йорк и Париж, где провёл переговоры о возможном сотрудничестве в области кино.
В сентябре 1935 года назначен вторым заместителем начальника Главного управления кинофотопромышленности (ГУКФ) при Совете Народных комиссаров СССР.
12 декабря 1937 года арестован. В своих воспоминаниях Иосиф Маневич описал утреннее совещание у начальника ГУКФа Бориса Шумяцкого:

Он долго молчал, не зная, с чего начать. Речь его была странна и удивительна в то время. Это был некролог другу и эпитафия самому себе. Он сказал: «От нас ушёл товарищ Усиевич, его больше нет среди нас. Трудно сказать, в чём он виноват, мы пока не знаем, — но его нет. Он работал очень много, энергично. Мы должны работать ещё лучше, ещё более энергично и собранно для того, чтобы восполнить потерю». Почувствовав напряжённое недоумение, он приостановился и сказал: «Я имею в виду то огромное количество работы, которое выполнял Владимир Александрович». Кто-то из бдительных, нарушив гнетущее молчание, что-то спросил о «вредительской линии» Усиевича. Борис Захарович, опустив глаза, вновь сказал: «Надо работать».

21 апреля 1938 года приговорён к высшей мере наказания по обвинению в шпионаже. Приговор приведён в исполнение в тот же день.
Реабилитирован 18 апреля 1956 года определением Военной коллегии Верховного суда СССР.